# Lijst van Curaçaose ministers van Onderwijs, Wetenschap, Cultuur en Sport
De minister van Onderwijs, Wetenschap, Cultuur en Sport van Curaçao (OWCS) is lid van de ministerraad van Curaçao. Het ambt bestaat sinds 10 oktober 2010 toen het eilandgebied Curaçao, na de opheffing van de Nederlandse Antillen, een land werd binnen het Koninkrijk der Nederlanden.
| N.º | Naam                         | Kabinet                | Periode                   | Partij     | Opmerkingen                                                           |
| --- | ---------------------------- | ---------------------- | ------------------------- | ---------- | --------------------------------------------------------------------- |
| 1   | René Rosalia                 | Schotte                | 10-10-2010 t/m 01-04-2011 | MFK        |                                                                       |
| 2   | Lionel Jansen                | Schotte                | 01-04-2011 t/m 24-03-2012 | MFK        |                                                                       |
| 3   | Carlos Monk                  | Schotte                | 24-03-2012 t/m 29-09-2012 | MFK        |                                                                       |
| 4   | Cornelis Smits               | Betrian (interim)      | 29-09-2012 t/m 31-12-2012 | partijloos |                                                                       |
| 5   | Rubia Bitorina               | Hodge (zakenkabinet)   | 31-12-2012 t/m 07-06-2013 | partijloos |                                                                       |
| 6   | Ivar Asjes (interim)         | Asjes                  | 07-06-2013 t/m 23-12-2013 | PS         |                                                                       |
| 7   | Irene Dick                   | Asjes                  | 23-12-2013 t/m 31-08-2015 | PS         |                                                                       |
| (7) | Irene Dick                   | Whiteman I Whiteman II | 31-08-2015 t/m 23-12-2016 | PS         |                                                                       |
|     | vacant                       | Koeiman                | 23-12-2016 t/m 24-03-2017 |            | beëdiging Elsa Rozendal vond geen doorgang; portefeuilles herverdeeld |
| 8   | Maurina Esprit-Maduro        | Pisas I (interim)      | 24-03-2017 t/m 29-05-2017 | partijloos |                                                                       |
| 9   | Marilyn Alcalá-Wallé         | Rhuggenaath            | 29-05-2017 t/m 27-01-2020 | PAR        | opgestapt wegens strafrechtelijk onderzoek                            |
| 10  | Eugene Rhuggenaath (interim) | Rhuggenaath            | 27-01-2020 t/m 30-11-2020 | PAR        |                                                                       |
| 11  | Steven Croes                 | Rhuggenaath            | 30-11-2020 t/m 10-06-2021 | PAR        |                                                                       |
| 12  | Sithree (Cey) van Heydoorn   | Pisas II               | 10-06-2021 t/m heden      | MFK        |                                                                       |